# Aymeric Laporte
Aymeric Jean Louis Gérard Alphonse Laporte (* 27. května 1994 Agen) je španělský profesionální fotbalista baskického původu, který hraje na pozici středního obránce za saúdskoarabský klub Al-Nassr FC a za španělský národní tým. Účastník o rok odloženého Mistrovství Evropy 2020.
Před přestupem do anglického Manchesteru City působil v baskickém celku Athleticu Bilbao, který uplatňuje politiku angažování fotbalistů baskického původu. Laporte byl teprve druhým fotbalistou z Francie (prvním byl Bixente Lizarazu), který za Athletic nastupoval.

## Klubová kariéra

### Bilbao
Ve Španělsku hrál v letech 2011/2012 za CD Basconia. Poté se vrátil do klubu Athletic Bilbao, kde dříve působil v mládeži. S Athleticem vyhrál Supercopa de España 2015 (dvouzápasový španělský Superpohár) – výhra 4:0 a remíza 1:1 s FC Barcelona.

### Manchester City

#### Sezóna 2018/19
V lednu 2018 přestoupil z Athleticu Bilbao do anglického klubu Manchester City FC působícího v Premier League.
Za Manchester City si poprvé zahrál 31. ledna 2018 proti West Bromwich Albion, jeden den po přestupu, a na konci zápasu mohl slavit výhru 3:0 na domácím stadionu.
V mužstvu španělského trenéra Pepa Guardioly si vybojoval pozici v základní sestavě, neboť ostatní střední obránci (stopeři) se buď potýkali se zraněním (Vincent Kompany) či absencí formy (Nicolás Otamendi) či sebedůvěry (John Stones).
Do konce sezóny odehrál 13 zápasů a pomohl vyhrát anglickou ligu a též Carabao Cup.
První gól v novém anglickém působišti vstřelil zkraje nové sezóny proti „Vlkům“, tedy Wolverhamptonu, dne 25. srpna 2018. Gólem z hlavičky srovnal na konečných 1:1, Citizens tak ve třetím kole nenavázali na dvě předchozí výhry.
Ve své druhé sezóně odehrál 51 zápasů napříč soutěžemi a v květnu 2019 získal s manchesterským mužstvem mistrovský titul, který již předtím doplnily triumfy v anglickém poháru (FA Cup) a anglickém ligovém poháru (Carabao Cup). Manchester City jako historicky první anglický klub vybojoval domácí treble.

#### Sezóna 2019/20
Na začátku srpna 2019 vynechal pro Manchester City vítězné utkání o Community Shield proti Liverpoolu, na úvodní ligové kolo však byl už připraven.
Cestu za obhajobou titulu započali Citizens výhrou 5:0 na půdě West Hamu United.
Čtvrté kolo proti Brightonu však kvůli zranění nedohrál, přišel tak nejen o klubové zápasy, ale také o možnost zahrát si za reprezentační tým, kam jej pozval trenér Didier Deschamps. Laporte se následně podrobil operaci kolena.
Na hřiště se vrátil v lednu a dobrým výkonem pomohl vyhrát 1:0 venkovní zápas proti Sheffieldu United.
Jenže v únoru si zranil stehenní sval, opět tak mužstvu chyběl, a to v důležitých zápasech jako byla odveta osmifinále Ligy mistrů proti Realu Madrid.
V předposledním kole venku na půdě Watfordu byl již zpět a hlavou skóroval, Citizens vyhráli 4:0.
Titul ale získal Liverpool, přičemž Manchester City skončil druhý a v Lize mistrů skončil ve čtvrtfinále.

#### Sezóna 2020/21
V září 2020 byl u něj, stejně jako u jeho spoluhráče Rijáda Mahrize, potvrzen bezpříznakový průběh nemoci covid-19.
Po zotavení se 3. října vrátil na hřiště a odehrál první zápas nové ligové sezóny na půdě Leedsu, kde hrál jeho tým nerozhodně 1:1, a kde nastoupil ve stoperské dvojici s posilou Rúbenem Diasem.
Ke konci října nastoupil proti Tottenhamu a výkonem vedoucím k venkovní prohře 0:2 zklamal, načež jeho místo po boku Diase obsadil John Stones. Jeho návrat zkomplikoval lednový problém s hamstringem.
Proti Tottenhamu se postavil také 25. dubna 2021 ve finále ligového poháru (EFL Cup). Manchester City si vymohl příležitost vybojovat EFL Cup počtvrté v řadě a právě Laporte, ten den hráč základní jedenáctky, vsítil hlavou v 82. minutě jediný gól tohoto střetu.
Manchester City se 29. května utkal s Chelsea o vlastní premiérové prvenství v Lize mistrů, ale podlehl 0:1. Laporte finálový střet sledoval z lavičky náhradníků.

### Al Nassr
V srpnu 2023 přestoupil do saúdskoarabského klubu Al Nassr 

## Reprezentační kariéra
Aymeric Laporte nastupoval za francouzské mládežnické reprezentace U17, U18, U19 a U21. 12. května 2021 oznámil, že bude reprezentovat Španělsko kvůli špatnému reprezentačnímu vytížení ve výběru Francie. [zdroj?]
První zápas za Španělsko odehrál 4. června 2021 v přípravě před evropským turnajem Euro 2020, o rok odložené kvůli pandemii covidu-19. Laporteho premiéra dopadla bezgólovou remízou.
Úvodní skupinový zápas Mistrovství Evropy proti Švédsku odehrál celý. Svěřenci Luise Enriqueho neskórovali a uhrali remízu 0:0.
V základní sestavě pokračoval ve druhém zápase s Polskem, ve kterém se zrodila další remíza, tentokráte 1:1.

## Statistiky
K 10. březnu 2021
| Klub              | Sezóna  | Liga               | Liga   | Liga | Národní pohár | Národní pohár | Ligový pohár | Ligový pohár | Evropské poháry | Evropské poháry | Ostatní | Ostatní | Celkem | Celkem |
| Klub              | Sezóna  | Liga               | Zápasy | Góly | Zápasy        | Góly          | Zápasy       | Góly         | Zápasy          | Góly            | Zápasy  | Góly    | Zápasy | Góly   |
| ----------------- | ------- | ------------------ | ------ | ---- | ------------- | ------------- | ------------ | ------------ | --------------- | --------------- | ------- | ------- | ------ | ------ |
| Basconia          | 2011/12 | Tercera División   | 33     | 2    | —             | —             | —            | —            | —               | —               | —       | —       | 33     | 2      |
| Athletic Bilbao B | 2012/13 | Segunda División B | 8      | 0    | —             | —             | —            | —            | —               | —               | 0       | 0       | 8      | 0      |
| Athletic Bilbao   | 2012/13 | La Liga            | 15     | 0    | 0             | 0             | —            | —            | 2               | 0               | —       | —       | 17     | 0      |
| Athletic Bilbao   | 2013/14 | La Liga            | 35     | 2    | 3             | 0             | —            | —            | —               | —               | —       | —       | 38     | 2      |
| Athletic Bilbao   | 2014/15 | La Liga            | 33     | 0    | 7             | 0             | —            | —            | 9               | 0               | —       | —       | 49     | 0      |
| Athletic Bilbao   | 2015/16 | La Liga            | 26     | 3    | 5             | 2             | —            | —            | 12              | 0               | 2       | 0       | 45     | 5      |
| Athletic Bilbao   | 2016/17 | La Liga            | 33     | 2    | 4             | 0             | —            | —            | 6               | 0               | —       | —       | 43     | 2      |
| Athletic Bilbao   | 2017/18 | La Liga            | 19     | 0    | 1             | 0             | —            | —            | 10              | 1               | —       | —       | 30     | 1      |
| Athletic Bilbao   | Celkem  | Celkem             | 161    | 7    | 20            | 2             | —            | —            | 39              | 1               | 2       | 0       | 222    | 10     |
| Manchester City   | 2017/18 | Premier League     | 9      | 0    | 1             | 0             | 0            | 0            | 3               | 0               | —       | —       | 13     | 0      |
| Manchester City   | 2018/19 | Premier League     | 35     | 3    | 4             | 0             | 1            | 0            | 10              | 2               | 1       | 0       | 51     | 5      |
| Manchester City   | 2019/20 | Premier League     | 15     | 1    | 2             | 0             | 0            | 0            | 3               | 0               | 0       | 0       | 20     | 1      |
| Manchester City   | 2020/21 | Premier League     | 11     | 0    | 2             | 0             | 2            | 1            | 3               | 0               | —       | —       | 18     | 1      |
| Manchester City   | Celkem  | Celkem             | 70     | 4    | 9             | 0             | 3            | 1            | 19              | 2               | 1       | 0       | 102    | 7      |
| Celkem            | Celkem  | Celkem             | 272    | 13   | 29            | 2             | 3            | 1            | 58              | 3               | 3       | 0       | 365    | 19     |

## Ocenění

### Klubové
Athletic Bilbao
- Supercopa de España: 2015

Manchester City
- Premier League: 2017/18, 2018/19[28]
- FA Cup: 2018/19[29]
- EFL Cup: 2017/18,[30] 2018/19[31]
- FA Community Shield: 2018[32]

Francie U19
- Mistrovství Evropy do 19 let: 2013 (druhé místo)[33]

### Individuální
- Jedenáctka turnaje Mistrovství Evropy do 19 let: 2013
- Jedenáctka sezóny La Ligy: 2013/14
- Jedenáctka sezóny Premier League: 2018/19[34]